# 北島春信
北島 春信（きたじま はるのぶ、1927年10月1日 - ）は、日本の児童文学作家。
熊本県生まれ。法政大学法学部法律学科卒。「草っぱらの子どもたち」で日本児童演劇協会賞受賞。成城学園初等学校教諭。児童読物、児童劇などを書いた。

## 著書
- 『豊臣秀吉』矢島健三絵 ポプラ社 子どもの伝記物語 1959　のち文庫
- 『サクタロウの村ができた ひらけゆく郷土のはなし』谷内六郎絵 ポプラ社 おはなし社会科シリーズ 1969
- 『タイムマシン日本のあゆみ 日本の歴史のはなし』田代三善絵 ポプラ社 おはなし社会科シリーズ 1969
- 『良寛』武部本一郎絵 ポプラ社 子どもの伝記・カラー版 1972
- 『成城・学校劇六十年』成城学園初等学校 1977
- 『日本のれきし』高田勲絵 ポプラ社 新・おはなし社会科 1980
- 『ひらけゆく郷土』谷内六郎絵 ポプラ社 新・おはなし社会科 1980
- 『お話からの劇あそび』成城学園初等学校出版部 1983
- 『砥用ものがたり 昭和十年前後』小峰書店 1997
- 『児童劇作入門講座 私の児童劇作歴』晩成書房 2001

### 共編著
- 『漢字につよくなる 4年生』共著 実業之日本社 1979 学年別シリーズ
- 『新選・たのしい小学校劇 高学年』金平正共編集 小峰書店 1983
- 『てのっぴい博士の漢字クイズ事典1,2年生』村田行利共著 小峰書店 てのり文庫 1991
- 『心をきたえる道徳教室 中学年』金平正共著 岩切美子絵 玉川大学出版部 1992
- 『心をきたえる道徳教室 低学年』蓑田正治共著 堀その子絵 玉川大学出版部 1992
- 『小学漢字らくらくマスター 1～6年』金平正,蓑田正治共編 玉川大学出版部 2005
- 『みんなでつくる小学校劇 1～6年』監修 木村たかしほか編 小峰書店 2001
- 『きずなを育てる小学校・全員参加の学級劇・学年劇傑作脚本集』小川信夫共監修 日本児童劇作の会編著 黎明書房 2013